# Vilhelm Bille
Vilhelm Victor Bille (12. september 1864 i København – 28. februar 1908 sammesteds) var en dansk marinemaler.
Han var søn af marinemaleren Carl Bille og far til maleren Willy Bille. Bille var elev af faren og besøgte en kort tid Kunstakademiet.
Han er begravet på Assistens Kirkegård.

## Udvalgte værker
- Skruekorvetten Dagmar sejlende for vinden (1886, Orlogsmuseet)
- Københavns Havn med engelske og danske krigsskibe (1887, Bruun Rasmussen Kunstauktioners auktion 21. august 1985)
- Fregatten Jylland (1892, Orlogsmuseet)
- Københavns Havn med skibe, heriblandt fregatten Jylland (Kunsthallens auktion 4. maj 1992)

## Ekstern henvisning
- Wikimedia Commons har flere filer relateret til Vilhelm Bille
- Vilhelm Bille på Kunstindeks Danmark/Weilbachs Kunstnerleksikon